# Tuning scooter
 (janvier 2012).
Si vous disposez d'ouvrages ou d'articles de référence ou si vous connaissez des sites web de qualité traitant du thème abordé ici, merci de compléter l'article en donnant les références utiles à sa vérifiabilité et en les liant à la section « Notes et références ».

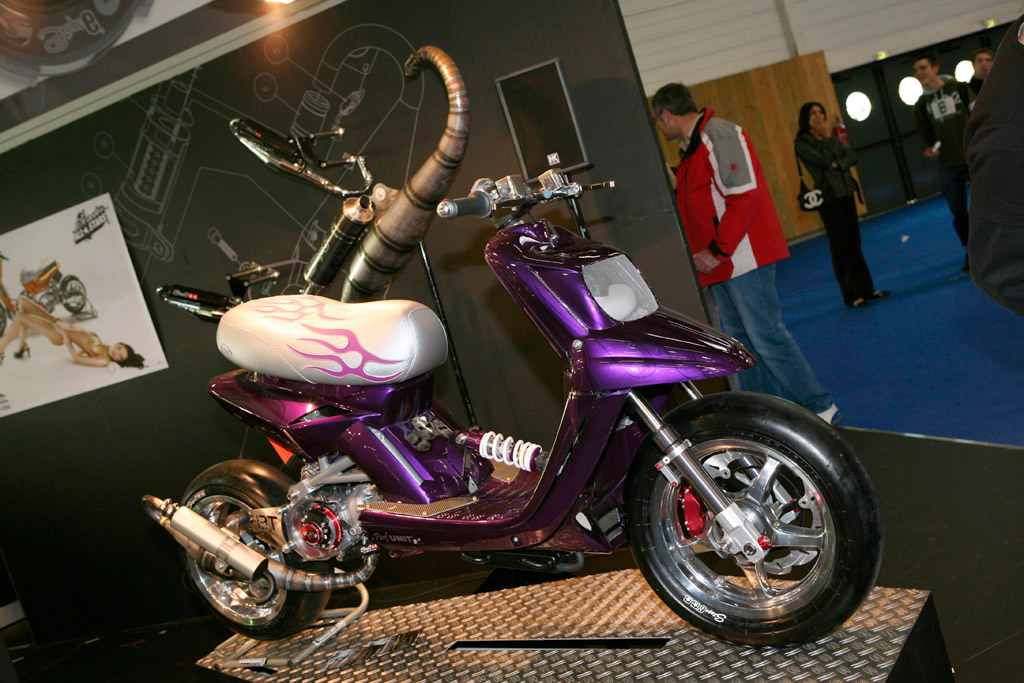
Booster Scootn'Scoot Paris Tuning Show

Le tuning est une discipline visant à modifier un véhicule de série. Pour le propriétaire, le but est de personnaliser son véhicule, et ou d'améliorer ses performances. Au cours des années, le tuning a évolué et aujourd’hui, le tuning ne touche plus seulement les automobilistes mais se développe à grande vitesse dans le milieu des deux roues, et tout particulièrement chez les jeunes adolescents qui personnalisent leur scooter ou leur 50 à vitesses. 
Des entreprises comme Maxiscoot, Scooter Attack et Motoscoot se sont spécialisées dans la vente de pièces tuning de scooter afin de pouvoir répondre aux attentes des jeunes consommateurs. Les accessoiristes ne cessent de renouveler leur gamme de pièces détachées afin de s’adapter aux nouveaux modèles de scooters produits par les constructeurs.
Les jeunes modifient l’esthétique de leur scooter en changeant les carénages, ils y ajoutent des accessoires chromés ou anodisés et vont même jusqu’à confier la peinture du véhicule à des peintres spécialistes dans l’aérographie. Niveau motorisation, les passionnés troquent leurs pièces d’origines contre des pièces permettant d’augmenter la cylindré des engins et d’obtenir plus de puissance afin de participer aux courses. Riches de leur expérience en compétition, des sociétés comme Malossi, Polini et Stage 6 proposent des produits techniques permettant d’obtenir toujours plus de performances. 
Une fois leur scooter équipé, les jeunes se réunissent afin de pouvoir comparer leurs engins. Grâce à des associations tel que Scooter Power, ils peuvent courir sur des pistes entièrement sécurisées. Les disciplines sont variées : départs arrêtés « run », course d’endurance et concours tuning. 
Des événements sont spécialement organisés pour rassembler les plus beaux scooters européens. Le plus renommé est sans doute le Scooter Customshow de Sarrebruck en Allemagne[réf. souhaitée].
Les jeunes se sont totalement identifiés au phénomène scooter tuning, au point que leurs scooters ne sont plus uniquement achetés pour leur fonction utilitaire, mais uniquement pour le loisir[réf. souhaitée].